# 2015年歐霸盃決賽
2015年歐霸盃決賽於2015年5月27日在波蘭華沙的國家體育場舉行，以決定2014–15年歐霸盃冠軍誰屬。這也是從歐洲足協盃改制後的第六屆歐霸盃的決賽。這次決賽是烏超迪尼普對上上屆冠軍西維爾，西維爾最後以 3-2 獲勝，第四次奪得歐霸盃冠軍。
賽事的冠軍將獲參加2015年歐洲超級盃的資格，對手則是2014–15年歐洲冠軍聯賽的冠軍巴塞隆納。另外，由於歐洲冠軍聯賽的席位分配規則改成歐霸盃的冠軍將有資格參加下屆歐洲冠軍聯賽，因此西維爾同時獲得2015–16年欧洲冠军联赛分組賽資格。

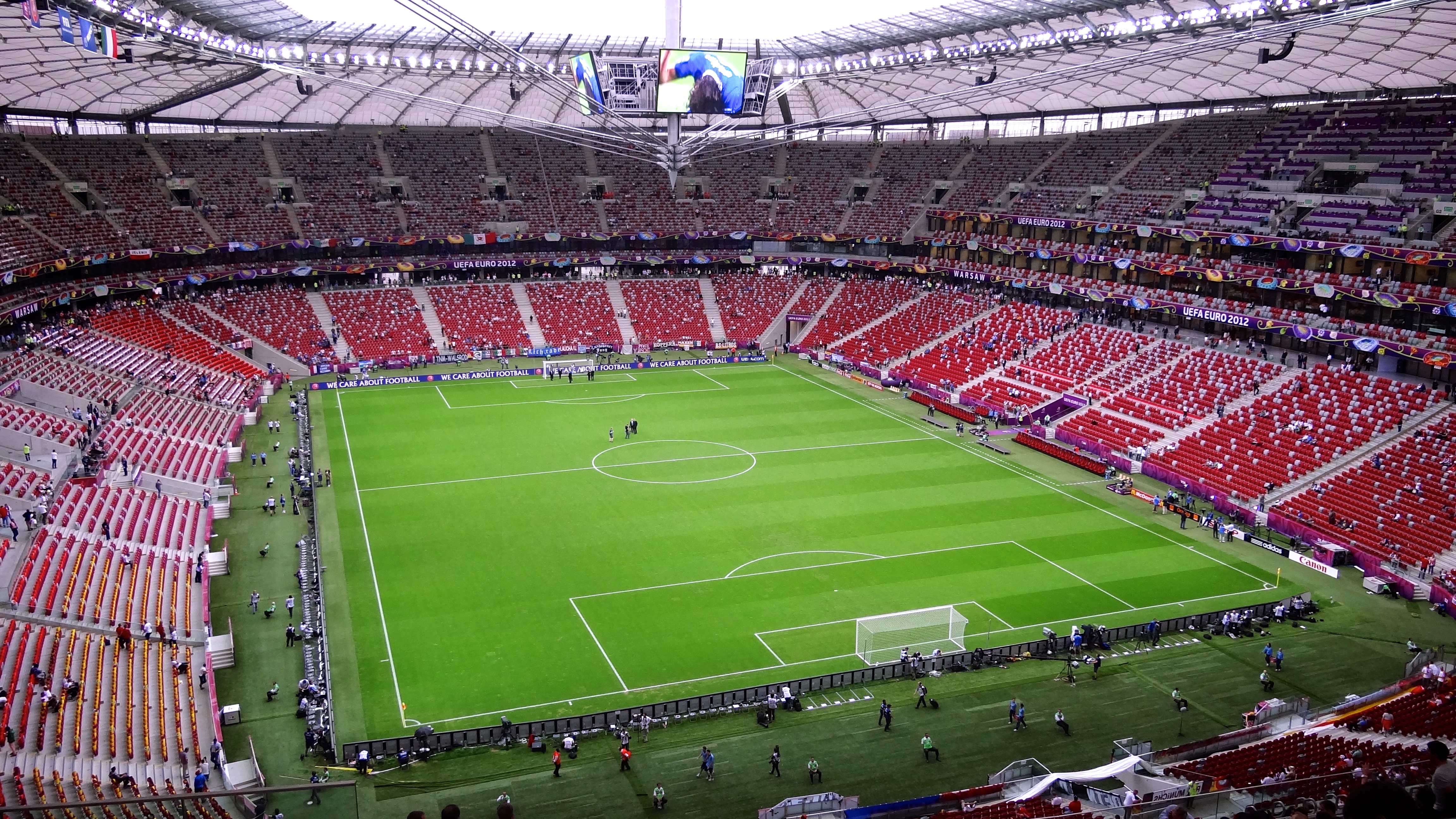
國家體育場將是本屆歐霸盃決賽場地

## 地點
2013年5月23日，歐洲足總宣布2015年歐霸盃決賽的主辦場地為波蘭華沙的國家體育場，這是波蘭首次舉辦歐霸盃決賽。
該球場目前是波蘭國家足球隊的主場，並曾是2012年歐洲國家盃比賽場地之ㄧ，除了擁有可伸縮的頂棚外，球場可容納58,145人數。

## 背景
迪尼普是首次打進歐霸盃決賽，並且是第二支烏克蘭職業球隊打進歐霸盃決賽，前一支打進決賽的球隊是2009年的頓內次克礦工，該場比賽最後在加時賽期間，頓涅茨克礦工以 2-1 擊敗文達不來梅。若從欧洲优胜者杯時期來算，則是第三支打進決賽球隊，除頓涅茨克礦工外，另一之則是仍為蘇聯職業球隊的基輔迪納摩，該球隊曾在1975年與1986年打進決賽，並皆取得獲勝。縱觀來看，至目前為止，烏克蘭職業球隊打進歐洲連賽決賽時皆取得勝利。
上屆冠軍西維爾則是第四度打進歐霸盃決賽，前三次打進決賽的年份是2006年、2007年、2014年，並且三次都取得獲勝。此次西維爾正尋求衛冕，若西維爾再度奪冠，冠軍次數將來到第4次，並打破尤文圖斯、國際米蘭、利物浦的紀錄，成為歐霸盃奪冠次數最多的球隊。
時任西維爾總教練烏奈·埃梅里，曾在去年帶領西維爾奪得歐霸盃冠軍，若西維爾本屆再奪冠，埃梅里將取得歐霸盃2勝的佳績，並成為歐洲聯賽奪冠次數第二多的總教練，與胡安德·拉莫斯、拉法埃爾·貝尼特斯、路易斯·莫洛尼同列。
兩隊從未在歐洲主要足球賽事碰頭，這次是初次對決。

## 晉級過程
| 隊伍     | 賽 | 勝 | 和 | 負 | 得 | 失 | 差 | 分 |
| -------- | -- | -- | -- | -- | -- | -- | -- | -- |
| 國際米蘭 | 6  | 3  | 3  | 0  | 6  | 2  | +4 | 12 |
| 迪尼普   | 6  | 2  | 1  | 3  | 4  | 5  | −1 | 7  |
| 卡拉巴克 | 6  | 1  | 3  | 2  | 3  | 5  | −2 | 6  |
| 聖艾蒂安 | 6  | 0  | 5  | 1  | 2  | 3  | −1 | 5  |

| 隊伍     | 賽 | 勝 | 和 | 負 | 得 | 失 | 差 | 分 |
| -------- | -- | -- | -- | -- | -- | -- | -- | -- |
| 飛燕諾   | 6  | 4  | 0  | 2  | 10 | 6  | +4 | 12 |
| 西維爾   | 6  | 3  | 2  | 1  | 8  | 5  | +3 | 11 |
| 里耶卡   | 6  | 2  | 1  | 3  | 7  | 8  | −1 | 7  |
| 標準列日 | 6  | 1  | 1  | 4  | 4  | 10 | −6 | 4  |

### 迪尼普
迪尼普在2013-14賽季烏克蘭超級聯賽以亞軍獲得2014–15年歐洲冠軍聯賽外圍賽第三圈資格，這是該隊首次參加歐洲冠軍聯賽，然而在對上哥本哈根時卻以總比數0-2落敗，因此轉而參加2014–15年歐霸盃附加賽，並在附加賽擊敗哈伊杜克，順利晉級分組賽。
在小組賽時，迪尼普與國際米蘭、卡拉巴克、聖艾蒂安同組，迪尼普在該組被視為較弱的球隊。在前三場比下來，迪尼普戰績為1和2負，前景不被看好，但在第四場卻以2-1打敗卡拉巴克，保住晉級機會，後面雖然第五場以1-2輸給國際米蘭，但只要第六場卡拉巴克不勝便有機會晉級 。第六場迪尼普在主場靠著阿特姆·費德茨基的決勝一球，以1-0擊敗聖艾蒂安，並靠著卡拉巴克與國際米蘭戰平，順利以總積分7分拿下分組第二晉級淘汰賽。

### 西維爾
西維爾為上屆冠軍，在本屆直接擁有分組賽資格，在分組賽時與飛燕諾、里耶卡、標準列日同組。西維爾在首場以 2–0 擊敗飛燕諾，取得不錯的開始，但在接下來兩場卻以2–2、0–0踢平里耶卡與標準列日。不過在第四場，西維爾以 3–1 擊敗標準列日，讓西維爾提前晉級機會增加。然而第五場西維爾以 0–2 輸給飛燕諾，讓飛燕諾提前確認晉級淘汰賽。西維爾直到第六場，在自己主場以 1–0 擊敗里耶卡，才以總積分 11 分拿下分組第二晉級淘汰賽。

## 賽前

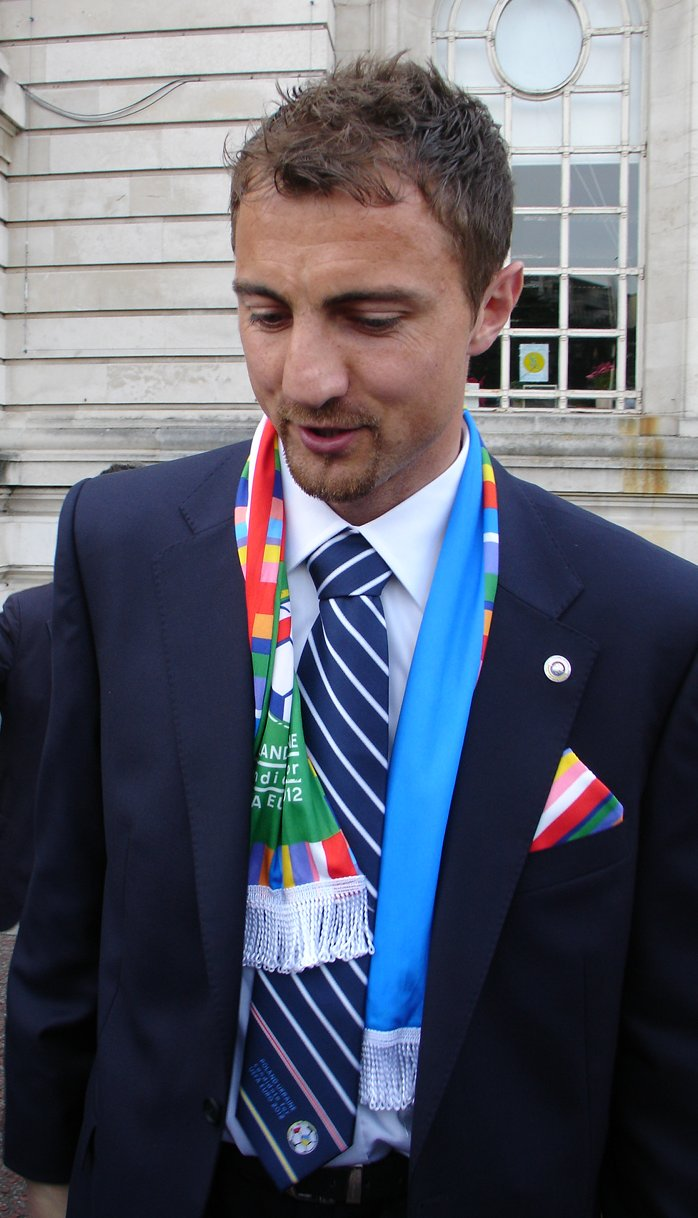
杜迪克為本季決賽宣傳大使

### 宣傳大使
曾在2005年協助利物浦奪冠的波蘭足球前守門員杜迪克將擔任本季決賽宣傳大使。

### 標識
歐洲足總在2014年8月29日公布本季最終標誌。

### 門票
決賽門票公開發售日期為2015年2月26日到3月25日，預計共發行44,000張門票，其中25,000張門票公開發售，門票價錢分別為€130、€90、€65、€40。兩支角逐決賽的球隊同時獲發各9,500張門票。

## 決賽

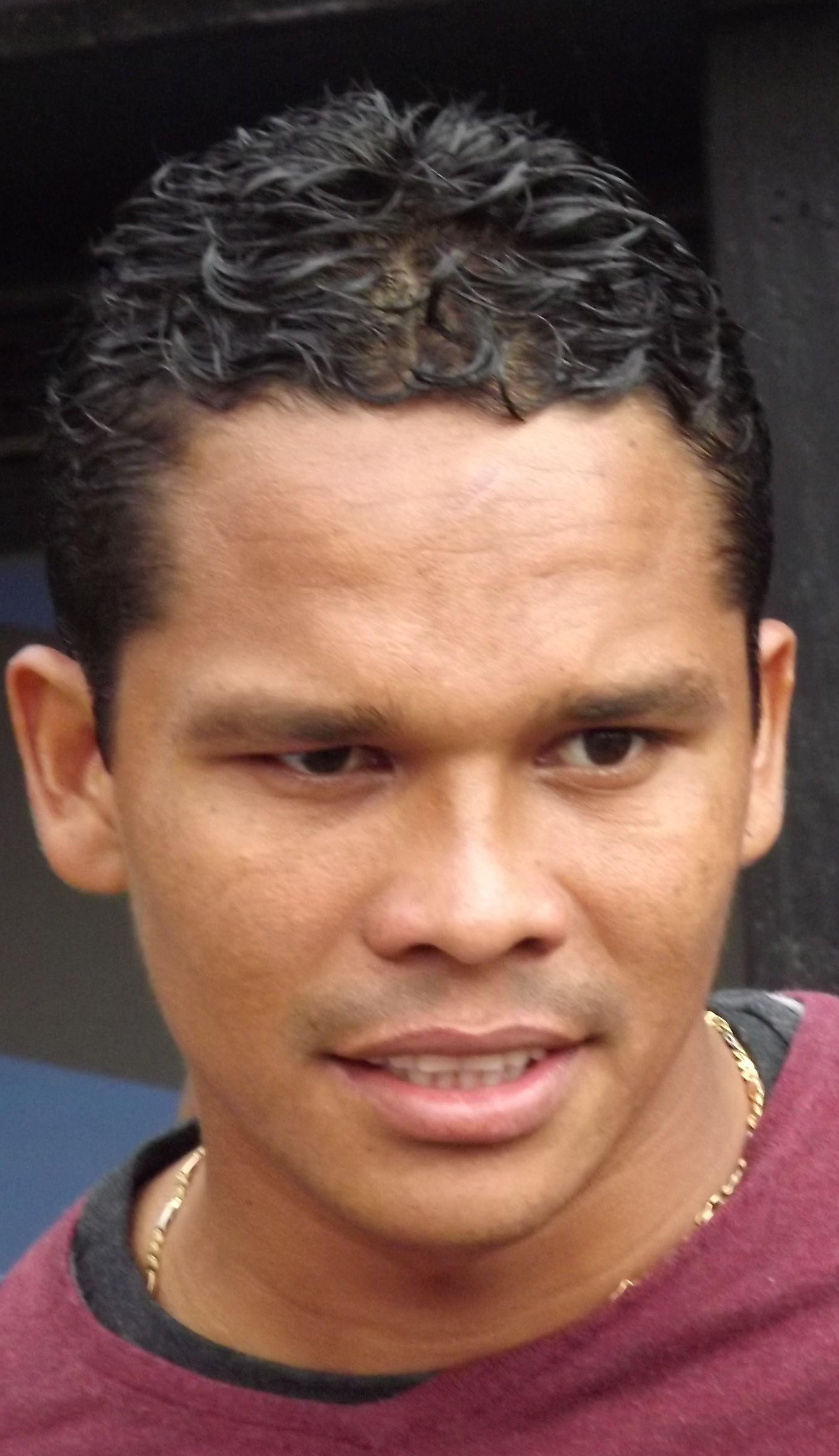
卡路士·巴卡在賽中踢進兩球，幫助西維爾獲得勝利。

### 總結
儘管西維爾在比賽初期佔有優勢，迪尼普仍然先馳得點，上半場7分鐘時，靠著马修斯的助攻，卡利尼奇利用頭錘在門前破網。第28分鐘，西維爾在一次自由球傳中下，科里喬維亞克等西維爾球員與迪尼普的马托斯等人在迪尼普球門前混戰，科里喬維亞克後來在混戰中將球踢進球門，幫助西維爾將比數扳成 1-1。第31分鐘，西維爾隊長雷耶斯迅速將球傳到半場的另一邊隊友巴卡，巴卡在接到球後迅速將球踢到迪尼普門前，途中還繞過迪尼普門將博伊科，然後在接近空門狀態下踢進一球，幫助西維爾以2-1超前。上半場結束前2分鐘，迪尼普獲得一個自由球機會，隊長羅坦直接將球踢進西維爾大門，兩隊比數以2-2再度打平。
下半場第58分鐘，西維爾做出第一次換人，將隊長雷耶斯換下去，並把右後衛科克換上去，並指示原右後衛比達爾換到雷耶斯的位置。第73分鐘，在維托洛的助攻下，巴卡再度踢進一球，西維爾比數以 3-2 再度超前。第78分鐘，迪尼普將前鋒卡利尼奇換下場，換上謝列茲尼奧夫，隨後西維爾也將今日功臣巴卡換下場，換上甘美路。在比賽結束前，兩隊皆用完所有換人名額，迪尼普是將康卡瓦與沙霍夫互換，西維爾則是將巴內加與伊沃拉互換。
在兩隊換人名額用完後不久，迪尼普的马修斯由於與西維爾的特雷毛利纳斯爭球時，臉部撞到特雷毛利纳斯的後腦杓，導致马修斯昏倒在足球場上，醫護人員隨後將马修斯抬至場外並送醫急救，迪尼普總教練马尔科维奇賽後證實马修斯除了頭部受傷外，還有鼻骨折，在急救幾個小時後，马修斯恢復健康並與隊友團聚。
西維爾最後靠著巴卡在下半場致勝的一球，以 3-2 四度奪冠。按國家排名上，西班牙職業球隊在歐霸盃奪冠次數也同時與義大利並列，同為 9 次奪冠。西維爾隊長雷耶斯也成為首位四次奪冠歐霸盃的球員，包括他在2010年與2012年在馬德里競技，以及2014年在西維爾的時期。超越歷史上，三次奪冠歐霸盃的球員雷·克莱门斯、朱塞佩·贝尔戈米、尼古拉·贝尔蒂三人。

### 比賽詳情
| 2015年5月27日 20:45 CEST |

| 迪尼普                 | 2–3  | 西維爾                           |
| ---------------------- | ---- | -------------------------------- |
| 卡利尼奇 7' · 羅坦 44' | 報告 | 科里喬維亞克 28' · 巴卡 31', 73' |

| 華沙，國家體育場 觀眾人數：45,000 ：馬田·艾堅遜 (英格蘭) |

| 迪尼普 | 西維爾 |

| GK              | 71 | 丹尼斯·博伊科       |       |     |
| RB              | 44 | 阿特姆·費德茨基     |       |     |
| CB              | 23 | 道格拉斯            |       |     |
| CB              | 14 | 耶夫亨·谢贝亚奇科   |       |     |
| LB              | 12 | 莱奥·马托斯         | 83'   |     |
| DM              | 7  | 贾巴·康卡瓦         | 17'   | 85' |
| DM              | 25 | 瓦列里·费多丘克     |       | 68' |
| RW              | 99 | 纳西门托·马修斯     |       |     |
| AM              | 29 | 魯斯蘭·羅坦         | 75'   |     |
| LW              | 10 | 耶夫恩·科諾普里安卡 |       |     |
| CF              | 9  | 尼古拉·卡利尼奇     | 45+2' | 78' |
| 後備：          |    |                     |       |     |
| GK              | 16 | 揚·拉什圖夫卡       |       |     |
| DF              | 2  | 亞力山卓·瓦德       |       |     |
| MF              | 19 | 羅曼·貝祖斯         | 70'   | 68' |
| MF              | 20 | 布魯諾·伽瑪         |       |     |
| MF              | 24 | 瓦列里·卢希凯维奇   |       |     |
| MF              | 28 | 叶温·沙霍夫         |       | 85' |
| FW              | 11 | 耶夫恩·謝列茲尼奧夫 |       | 78' |
| 教練：          |    |                     |       |     |
| 迈伦·马尔科维奇 |    |                     |       |     |

| GK          | 29 | 塞尔希奥·里科         |       |     |
| RB          | 22 | 阿萊克斯·比達爾       |       |     |
| CB          | 6  | 丹尼尔·卡里索         | 62'   |     |
| CB          | 15 | 蒂莫瑟·科洛兹耶扎克   |       |     |
| LB          | 2  | 伯努瓦·特雷毛利纳斯   |       |     |
| DM          | 25 | 斯特凡納·姆比亞       |       |     |
| DM          | 4  | 格里高兹·科里喬維亞克 | 45+2' |     |
| RW          | 10 | 雷耶斯                |       | 58' |
| AM          | 19 | 埃沃·巴內加           |       | 89' |
| LW          | 20 | 維托洛                |       |     |
| CF          | 9  | 卡路士·巴卡           | 74'   | 82' |
| 後備：      |    |                       |       |     |
| GK          | 13 | 貝托                  |       |     |
| DF          | 3  | 費爾南多·納瓦羅       |       |     |
| DF          | 5  | 蒂亚戈·菲格拉斯       |       |     |
| DF          | 23 | 科克                  |       | 58' |
| MF          | 12 | 文森特·伊沃拉         |       | 89' |
| MF          | 17 | 丹尼斯·蘇亞雷斯       |       |     |
| FW          | 7  | 奇雲·甘美路           |       | 82' |
| 教練：      |    |                       |       |     |
| 烏奈·埃梅里 |    |                       |       |     |

| 全場最佳球員： 埃沃·巴內加 (西維爾) 助理裁判： Mike Mullarkey (英格蘭) Stephen Child (英格蘭) 第四裁判： 帕维尔·克拉罗维兹 (捷克) 門線裁判： 安東尼·泰萊 (英格蘭) 安達·馬連拿 (英格蘭) 後備裁判： Jake Collin (英格蘭) | 比賽規則 - 90分鐘正規賽 - 如有需要將舉行30分鐘延長賽 - 如過仍平手，則會進行PK大戰 - 每邊7名替補球員 - 每邊可換3名替補球員上場 |

### 資料統計
|          | 迪尼普 | 西維爾 |
| -------- | ------ | ------ |
| 比數     | 2      | 2      |
| 射門     | 4      | 11     |
| 射中目標 | 3      | 3      |
| 撲救     | 1      | 1      |
| 控球率   | 39%    | 61%    |
| 角球     | 2      | 4      |
| 犯規     | 14     | 10     |
| 越位     | 1      | 1      |
| 黃牌     | 2      | 1      |
| 紅牌     | 0      | 0      |

|          | 迪尼普 | 西維爾 |
| -------- | ------ | ------ |
| 比數     | 0      | 1      |
| 射門     | 8      | 7      |
| 射中目標 | 2      | 2      |
| 撲救     | 1      | 2      |
| 控球率   | 45%    | 55%    |
| 角球     | 3      | 7      |
| 犯規     | 10     | 6      |
| 越位     | 0      | 1      |
| 黃牌     | 3      | 2      |
| 紅牌     | 0      | 0      |

|          | 迪尼普 | 西維爾 |
| -------- | ------ | ------ |
| 比數     | 2      | 3      |
| 射門     | 12     | 18     |
| 射中目標 | 5      | 5      |
| 撲救     | 2      | 3      |
| 控球率   | 42%    | 58%    |
| 角球     | 5      | 11     |
| 犯規     | 24     | 16     |
| 越位     | 1      | 2      |
| 黃牌     | 5      | 3      |
| 紅牌     | 0      | 0      |

## 外部連結
- 2015 final: Warsaw（页面存档备份，存于）